# قارئ القرآن (لوحة)
قارئ القرآن (بالتركية: Kur'an Tilâveti)‏ هي لوحة رسمها عثمان حمدي بك في عام 1910.

## محتوى
في اللوحة رجل عجوز يمثل عثمان حمدي بك، يجلس في المسجد. يقرأ القرآن في مسجد إلى جانب درج خشبي، وهناك كتب أخرى ربما تصفحها. يُلاحظُ أن السجادة التي يجلس عليها قد انزلقت قليلاً، بحيث يُفهمُ من هذا أن الرجل كان منشغلاً بقراءة القرآن لفترة طويلة.
الجدار مبطن بشكل سداسي، مغطى بالبلاط الأخضر الزمردي الغامق. الأحزمة أكثر زخرفة وملونة. يوجد أيضًا نقشان عربيان على نفس الجدار، مدمجان في الجدار وما بعده معلقان على الحائط. النص إلى أدنى مكتوب بخط على البلاطة، في حين أن النص إلى الأعلى مكتوب على شكل لوحة.
كما يفهم من ظل الرجل عند باب المسجد، الوقت بعد الظهر وهذا الباب مواجه للغرب.
تم تضمين هذا العمل في سلسلة بطاقات المعايدة التي تم إعدادها ضمن نطاق مشروع حماية الفن في ميريل لينش، أحد البنوك الاستثمارية، في ديسمبر 2015.